# Bernalillo
Bernalillo er en amerikansk by og administrativt centrum for det amerikanske county Sandoval County i staten New Mexico. I 2000 havde byen et indbyggertal på 6.611.
- Wikimedia Commons har flere filer relateret til Bernalillo

35°18′34″N 106°33′07″V / 35.3094°N 106.5519°V